# Отношения между Азербайджан и ЕС
Република Азербайджан и Европейският съюз (ЕС) поддържат положителни взаимоотношения през годините и стават все по-тясно свързани. Азербайджан понастоящем е част от европейската политика за съседство, Източното партньорство и Съвета на Европа и получава много помощи и инфраструктурни инвестиции от Европейския съюз.

## Контекст
До разпадането на Съветския съюз Азербайджан има малък контакт с несъветска Европа. По време на Съветския период Демократична република Азербайджан (днешна Република Азербайджан) е Азербайджанска съветска социалистическа република (АзССР), докато Върховният съд на Азербайджан обявява независимост от Съветския съюз през септември 1989 г., която е обявена за невалидна през ноември 1989 г. от властите в Москва. Държавата най-накрая придобива независимост през август 1991 г. и се присъединява към Организацията на обединените нации през 1992 г. Чрез ООН и политиките на правителството Азербайджан достига до международната общност, особено Европа, и развива своята икономика.
Формалните отношения с ЕС започват през 1996 г., когато е подписано Споразумението за партньорство и сътрудничество (Partnership and Cooperation Agreement, PCA) между ЕС и Азербайджан. Споразумението влиза в сила през 1999 г. Това споразумение бележи началото на предимно положителни отношения между Република Азербайджан и Европейския съюз, като двете страни се възползват от тези контакти.
Азербайджан подобрява отношенията си с Европа, като става 43-тата държава, която се присъединява към Съвета на Европа на 25 януари 2001 г. По този начин Азербайджан се отваря още повече към Европа и Запада. След присъединяването си Азербайджан ратифицира 50 договора и активно участва в Съвета.
С увеличаването на размера и обхвата на ЕС тя стартира Европейската политика за съседство (ЕПС). Азербайджан се присъединява към политиката през 2004 г., а планът за действие на ЕПС за Азербайджан е приет на 14 ноември 2006 г., след като е приет от правителството на Азербайджан и от Европейската комисия. Основните елементи, включени в плана, са инвестиции в инфраструктурата на Азербайджан, частична интеграция на азербайджанската икономика в Европа и партньорства с Азербайджан за добив на нефт от контролираната от Азербайджан част на Каспийско море.
На 7 февруари 2017 г. ЕС и Азербайджан започват преговори за ново споразумение, което ще замени старото, прието през 1996 г. Това е първият път в историята на Европейската комисия, че не тя, а една страна прави проектопредложение.

## Мненията
Мненията относно нарасналите отношения на Азербайджан с Европейския съюз и Запада са предимно положителни, но има и опасения, възникващи от разширените връзки. Азербайджан и Европейският съюз споделят обща енергийна програма, като и двете подкрепят изграждането на тръбопровод за довеждане на азербайджанскя петрол в Европа. Европейският комисар по енергетиката Андрис Пиебалгс заявява на 7 ноември 2008 г., че „неотдавнашните събития в Кавказ отново показват, че това е критично време за енергийни проблеми в региона и че енергийното сътрудничество между ЕС и Азербайджан трябва да бъде засилено сега повече от всякога“ Тъй като все повече и повече държави търсят азербайджанския нефт, Комисарят смята, че отношенията между ЕС и Азербайджан са от решаващо значение за осигуряването на бъдещи енергийни доставки в Европа, както и от решаващо значение за развитието на икономиката и инфраструктурата на Азербайджан.
Азербайджан се ангажира да работи с Европейския съюз за укрепване на икономиката и политическата му структура. Президентът на Азербайджан Илхам Алиев заявява на 24 април 2004 г., че „настоящият стратегически избор на Азербайджан е интеграцията с Европа, европейското семейство и институции. Ние сме силно обвързани с тази политика. Ще направим всичко възможно Азербайджан да отговаря на всички стандарти и критерии, характерни за Европа. Нашата политика е такава и ние я следваме от дълго време. Настоящите събития в Азербайджан са резултат от тази политика.“ Правителството на Алиев вижда ползите от работата с Европа и се ангажира с приемането на европейски бизнес, инвестиции и помощ.
В същото време Азербайджан все още има силни връзки с Русия, Иран (където живее по-голямата част от населението с етническия азерски произход) и съседните му държави в района на Каспийско море и Кавказ. Правителството е съсредоточено върху развитието на Азербайджан с комбинация от европейски и по-регионални инвестиции. Тези интереси понякога се сблъскват.
В отговор на въпрос на модератор на Конференцията за сигурност в Мюнхен през 2016 г. президентът на Азербайджан Илхам Алиев заявява: Една от причините, поради които Азербайджан не подписва Споразумение за асоцииране с Европейския съюз, което по наше мнение не е споразумение, а едностранно указание към нас, но това не е основната причина. Основната причина е, че те не искат да има много точна формулировка за разрешаване на конфликта между Армения и Азербайджан въз основа на териториалната цялост на Азербайджан. Тези разпоредби ги има в споразумението с Грузия, с Молдова, а по това време Украйна няма този проблем. Но когато става въпрос за Азербайджан, това е двоен стандарт. Русия бе санкционирана за това каквото се случи в Украйна. Докато Армения не беше санкционирана за това случилото се в Нагорни Карабах. Този двоен стандарт трябва да бъде премахнат.

## Сегашна ситуация
Азербайджан и Европейският съюз имат подобни разбирания в повечето политики и понастоящем работят заедно, за да развиват своите общи интереси. Европейската общност разработва тригодишен план за помощ за Азербайджан, наречен Национална индикативна програма (НИП), за който ЕС е отпуснал бюджет от 92 милиона евро за три години (2007 – 2010 г.). Основните цели на тази програма са да развие правителствени агенции, да ги управлява по-ефективно и да помогне Азербайджан да развие вътрешната си инфраструктура за насърчаване на чуждестранните инвестиции и растежа на бизнеса. ЕС също така създава офис в рамките на Европейския инструмент за демокрация и човешки права (ЕСПЧ) в Баку, за да даде съвети на новото демократично правителство на Азербайджан и да гарантира защитата на правата на човека.
Европейският съюз и Азербайджан са добри партньори в енергийната политика и работят заедно по редица проекти. Основният проект е изграждането на тръбопровод за свързване на каспийския петрол с Европа, който да осигури жизнеспособен маршрут за нефт и газ, които да достигат до потребителите. Европа подкрепя и държавната спонсорирана програма на Азербайджан за по-широкото използване на алтернативни и възобновяеми енергийни източници. Азербайджан е страна партньор на енергийната програма на ЕСINOGATE, която има четири основни теми: Повишаване на енергийната сигурност, сближаване на енергийните пазари на държавите членки въз основа на принципите на ЕС за вътрешния енергиен пазар, подкрепа за развитието на устойчивото енергопотребление и привличане на инвестиции за енергийни проекти от общ и регионален интерес. Продължават преговорите между ЕС и Азербайджан, за да заместят съществуващото споразумение за партньорство и сътрудничество със споразумение за асоцииране (Association Agreement, АА). Роланд Кобиа, посланикът на ЕС в Азербайджан, заяви през април 2013 г., че това може да бъде завършено преди срещата на Източното партньорство през ноември 2013 г. Заместник-началникът на президентската администрация на Азербайджан обаче заяви, че „имаме за цел да изготвим споразумение за партньорство – документ, който отразява по-адекватно нивото на нашите отношения и сътрудничество с Европейския съюз“, отколкото споразумение за асоцииране. Служител на ЕС от делегацията в Азербайджан подчерта, че „не е казано, че Азербайджан никога няма да го подпише, просто сега не е подходящото време да го подпишем. Така че ние работим с Азербайджан по възможни други формати, но крайната цел е да подпишем споразумение за асоцииране“ Никое споразумение за асоцииране не е парафирано на срещата на високо равнище, въпреки че съвместната декларация похвали напредъка в преговорите и заяви, че ЕС е готов да договоря задълбочено и всеобхватно споразумение за свободна търговия с Азербайджан, след като се присъедини към Световната търговска организация. През декември 2013 г. комисарят по разширяването Стефан Фюле заяви, че преговорите по Споразумението за асоцииране продължават. През ноември 2016 г. Европейският съвет даде разрешение за започване на преговори за рамково споразумение, което „позволява на Азербайджан да реши в каква степен ще участва в предложението на ЕС за политическо асоцииране и икономическа интеграция“.

## „Южен газов коридор“
„Шах Дениз“ Етап 2 ще пренася газът на 3500 километра от Каспийско море в Европа. За тази цел е необходимо подобряване на съществуващата инфраструктура и разработване на верига от нови тръбопроводи. Ще бъде създаден нов паралелен тръбопровод през Азербайджан и Грузия за разширяване на съществуващия Южен Кавказ тръбопровод (South Caucasus Pipeline, SCP). Смята се, че изграждането на два главни тръбопровода ще осигурява на европейските държави газ от Азербайджан – Трансатлантическият тръбопровод (Trans Anatolian Pipeline, TANAP), който ще транспортира газа от Шах Дениз през Турция и Трансадриадитически тръбопровод (Trans Adriatic Pipeline, TAP), който ще доставя газ през Гърция и Албания в Италия. Коридорът за природен газ е най-значимото и амбициозно предприятие на международната индустрия на въглеводороди, тъй като в него са включени многобройни заинтересовани страни, включително 7 правителства и 11 дружества. Южният газов коридор ще промени енергийната карта на цяла Европа, като осигури доставките на газ от Каспийско море на европейските пазари. Първоначално близо 20 милиарда кубически метра газ ще тече през тази мрежа през 2019 – 2020 г.